# الاغوال (مناخة)

تعديل مصدري - تعديل

الاغوال هي إحدى قرى عزلة بني إسماعيل بمديرية مناخة التابعة لمحافظة صنعاء، بلغ تعداد سكانها 277 نسمة حسب تعداد اليمن لعام 2004.